# Mandaree
Mandaree é uma Região censo-designada localizada no estado norte-americano do Dakota do Norte, no Condado de McKenzie.

## Demografia
Segundo o censo norte-americano de 2000, a sua população era de 558 habitantes.

## Geografia
De acordo com o United States Census Bureau tem uma área de
28,9 km², dos quais 28,9 km² cobertos por terra e 0,0 km² cobertos por água. Mandaree localiza-se a aproximadamente 663 m acima do nível do mar.

## Localidades na vizinhança
O diagrama seguinte representa as localidades num raio de 44 km ao redor de Mandaree.